# Ole Højlund Pedersen
Ole Højlund Pedersen (Aarhus, 17 de febrer de 1943) va ser un ciclista danès. Va destacar sobretot en la Contrarellotge per equips. El seu principal èxit fou la medalla d'or al Campionat del món en contrarellotge per equips de 1966. Va participar en els Jocs Olímpics de 1964 i 1968

## Palmarès
- 1964
  -  Campió de Dinamarca amateur en contrarellotge per equips
  - 1r a la Fyen Rundt
- 1965
  -  Campió de Dinamarca amateur en contrarellotge per equips
  - Vencedor de 2 etapes al Tour de l'Avenir
- 1966
  -  Campió del món en contrarellotge per equips (amb Jørgen Hansen, Verner Blaudzun i Flemming Wisborg)
- 1968
  - Vencedor d'una etapa a la Cursa de la Pau